# Viggo Fausböll

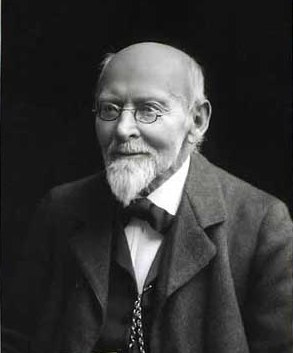
Viggo Fausböll

Michael Viggo Fausböll (* 22. September 1821 in Lemvig; † 3. Juni 1908 in Charlottenlund, Gentofte Kommune) war ein dänischer Pali-Forscher.
Von 1838 bis 1847 war Fausböll Student und schloss mit Examen an einer theologischen Fakultät ab. Während dieser Zeit studierte er auch Sanskrit und Pali.
Von 1878 bis 1902 war er Professor für Indische Philologie an der Universität Kopenhagen. Im Jahr 1879, anlässlich der 400-Jahr-Feier der Universität, wurde ihm dort die Ehrendoktorwürde verliehen. Ab 1888 war er Mitglied der Königlich-Preußischen Akademie der Wissenschaften in Berlin. Ab 1890 war er Mitglied der Asiatic Society in London. 1892 wurde er als auswärtiges Mitglied in die Bayerische Akademie der Wissenschaften aufgenommen. Seine 1855 erschienene Version des Dhammapada war die Grundlage der ersten Übersetzung dieses Werkes ins Englische. Dieses Werk ist Bestandteil der von Friedrich Max Müller herausgegebenen Reihe Sacred Books of the East. 

## Werke
Zu Fausbölls Übersetzungen gehören u. a.:
- The Dhammapada: Being a collection of moral verses in Pali (trans. in Latein) (Kopenhagen, 1855).
- Sutta-Nipata (Sacred Books of the East) (Oxford: Clarendon Press, 1881; und, London: Pali Text Society, 1885).

| Personendaten    | Personendaten                    |
| ---------------- | -------------------------------- |
| NAME             | Fausböll, Viggo                  |
| ALTERNATIVNAMEN  | Fausböll, Michael Viggo          |
| KURZBESCHREIBUNG | dänischer Pali-Forscher          |
| GEBURTSDATUM     | 22. September 1821               |
| GEBURTSORT       | Lemvig                           |
| STERBEDATUM      | 3. Juni 1908                     |
| STERBEORT        | Charlottenlund, Gentofte Kommune |